# 留别川
留别川（日语：／）或古比雪夫卡河（俄语：Река Куйбышевка）是择捉岛的河流，依日本主张属北海道根室振兴局，按俄国声称归萨哈林州库里尔斯克区，长28公里，流域面积165平方公里，注入太平洋。